# 沃尔图诺河畔科利
沃尔图诺河畔科利（義大利語：Colli a Volturno），是意大利伊塞尔尼亚省的一个市镇。总面积24平方公里，人口1378人，人口密度57.4人/平方公里（2009年）。ISTAT代码为094017。